# Mariluz Bermúdez
Mariluz Bermúdez Garnier (San José, 26 de febrero de 1986) es una actriz, cantante y modelo costarricense.

## Biografía
Nació en 1986 en San José. Su madre se llama Claudia María Garnier (Miss Costa Rica 1977). Al terminar sus estudios, viajó a México, donde se capacitó como actriz en el CEA de Televisa y posteriormente obtuvo la residencia permanente mexicana. Hizo su debut en 2008, en la teleserie Central de abasto; posteriormente en 2009 participó en la telenovela Camaleones, donde interpretó a Lorena. Compartió créditos con Edith González, Belinda y Alfonso Herrera, además que fue parte del grupo mexicano del mismo nombre de esa telenovela. 
En 2011 actuó en la telenovela Una familia con suerte, donde interpretó a Karina Arizcorreta, al lado de Arath de la Torre, Mayrín Villanueva, Daniela Castro, entre otros. Un año más tarde, obtiene un papel secundario en la telenovela Corona de lágrimas, donde interpretó a Cassandra, amiga de Olga. Compartió créditos con Victoria Ruffo, Maribel Guardia, Mane de la Parra, Alejandro Nones, Adriana Louvier, Ernesto Laguardia, entre otros. 
En 2013 obtiene un antagónico en la telenovela Mentir para vivir, donde interpretó a Marilú. Compartió créditos nuevamente con Mayrín Villanueva, y también actuó con David Zepeda, Diego Olivera, Cecilia Gabriela, entre otros. Un año después, participa en la telenovela La gata, donde interpretó a Virginia, una chica ciega maltratada por sus padres, donde compartió créditos con Maite Perroni, Daniel Arenas, Laura Zapata, Jorge Poza, entre otros. 
Para finales de 2015 obtiene una participación especial en la telenovela Simplemente María, donde interpreta a Diana, una joven con problemas cardiacos. Compartió créditos con Claudia Álvarez, José Ron, Ferdinando Valencia, Arleth Terán, entre otros.
A mediados de 2016 obtuvo un protagónico juvenil en la telenovela Las amazonas, donde interpreta a Constanza.  Comparte créditos nuevamente con Victoria Ruffo, y ahora con César Évora, Danna García, Grettell Valdez, Juan Pablo Gil, entre otros.
En 2017 protagoniza El bienamado, versión mexicana de la telenovela brasileña del mismo nombre,  al lado de Mark Tacher, Andrés Palacios y Jesús Ochoa, interpretando a Valeria Cienfuegos. Para finales de año participa en un papel estelar en la serie mexicana-estadounidense Descontrol que es transmitido la cadena Univisión desde el 7 de enero de 2018 y también en la serie producida por Blim llamada "Súper X" en la que personifica a Frida. El mismo año interpreta a "Estefanía", la villana juvenil de la telenovela Hijas de la luna.
En 2019 da vida a Samantha, en un papel estelar de la telenovela Doña Flor y sus dos maridos, bajo la producción de Eduardo Meza. Ese mismo año hace su debut en el cine, en la nueva película de su país titulado Mi papá es un Santa, la cual se estrenaría a de finales de 2020. Para inicios de 2021 se integra a la telenovela Diseñando tu amor, bajo la producción de Pedro Ortiz de Pinedo, persona con quien trabajó al lado de su padre Jorge Ortiz de Pinedo en la serie Una familia de diez, esta vez para dar vida a Rosa María.

## Filmografía

### Cine
| Año  | Título              | Personaje |
| ---- | ------------------- | --------- |
| 2021 | Mi papá es un santa | Catalina  |

### Televisión
| Año       | Título                      | Personaje                             |
| --------- | --------------------------- | ------------------------------------- |
| 2025      | Me atrevo a amarte          | Marisol Pérez-Soler Paz               |
| 2024      | Vivir de amor               | Fátima Aranda Rivero Cuéllar          |
| 2022      | Vencer la ausencia          | Ana Sofía Ordax                       |
| 2021      | Diseñando tu amor           | Rosa María Ponce Jiménez              |
| 2019      | Doña Flor y sus dos maridos | Samantha Cabrera de Mercader          |
| 2018      | Hijas de la luna            | Estefanía Iriarte San Román           |
| 2017-2018 | Súper X                     | Laura "Madame Frida"                  |
| 2017      | El bienamado                | Valeria Cienfuegos Samperio           |
| 2016      | Las amazonas                | Constanza Santos Luna                 |
| 2015-2016 | Simplemente María           | Diana Bazaine Aparicio de Rivapalacio |
| 2014      | La gata                     | Virginia Martínez-Negrete             |
| 2013      | Mentir para vivir           | Marilú Tapia Serrano                  |
| 2012-2013 | Corona de lágrimas          | Cassandra Orozco                      |
| 2011-2012 | Una familia con suerte      | Karina "Kary" Arizcorreta Limantour   |
| 2010-2011 | Llena de amor               | María Perea                           |
| 2009-2010 | Camaleones                  | Lorena González                       |
| 2008      | Central de abasto           | Rocío de los Monteros                 |
| 2008      | Querida enemiga             | Florencia                             |

## Premios y nominaciones

### Premios TvyNovelas
| Año  | Categoría               | Telenovela       | Resultado |
| ---- | ----------------------- | ---------------- | --------- |
| 2019 | Mejor actriz antagónica | Hijas de la luna | Nominada  |
| 2017 | Mejor actriz juvenil    | Las amazonas     | Nominada  |